# Операция «Зарб-э-Азб»
Операция «Зарб-э-Азб» (урду آپریشن ضربِ عضب‎ ALA-LC: Āpres̱ẖan Ẓarb-i ʿAẓb, ɑːpreːʃən zərb-e əzb) — совместная военная наступательная операция вооружённых сил Пакистана против исламистских повстанческих групп, таких как Техрик-е Талибан Пакистан, Аль-Каида, Исламское движение Восточного Туркестана, Исламское движение Узбекистана и афганских группировок боевиков, как сеть Хаккани. Операция была начата 15 июня 2014 года в Северном Вазиристане, части Федерально управляемых племенных территорий вдоль границы с Афганистаном, в ответ на нападение боевиков на аэропорт Джинна в Карачи. В операции, целью которой стало избавление от иностранных и местных боевиков, скрывающихся в Северном Вазиристане, и являющейся частью продолжающейся войны в Северо-Западном Пакистане, участвуют до 30 тысяч солдат.
Исламское духовенство Пакистана специальной фетвой одобрило работу военных и осудило действия террористов, объявив операцию против них джихадом

## Значение названия операции
Словосочетание «Зарб-э-Азб» в переводе с урду означает «острый и режущий удар» (или «разящий удар»), а слово «Азб» также отражает и название меча, использовавшегося исламским пророком Мухаммедом в битве при Бадре и при Ухуде, и следовательно, «Зарб-э-Азб» подразумевает «атаку мечом Мухаммеда».

## Контекст

### Мирные переговоры
Мирные переговоры с талибами были объявлены премьер-министром Пакистана Навазом Шарифом, после того как он пришёл к власти после выборов. Предыдущие попытки по привлечению талибов к процессу диалога не удались. Первая сессия переговоров прошла 26 марта 2014 года в Хайбер-Пахтунхва-Хаусе в Исламабаде. Эти переговоры состоялись в комитетах, назначаемых правительством Пакистана и талибами, последние не назначили представителей из собственных рядов, а вместо этого призвали представить свои взгляды проталибских религиозных деятелей. Талибы призвали к введению законов шариата в Пакистане, тогда как правительство потребовало прекращения военных действий, настаивая на проведении переговоров в рамках Конституции. Участвовавшие в переговорах представители правительства прилетали в район границы с Афганистаном на вертолёте. В правительстве указали, что в случае провала переговоров будут осуществляться сильные военные действия. Через месяц, 1 марта, было достигнуто соглашение по решению о прекращении огня между правительством и талибами.

### Провал мирных переговоров
Мирные переговоры закончились после убийства талибами 23 солдат Пограничного корпуса 17 февраля 2014 года 17 апреля формально прекратилось действие соглашения о прекращении огня. В результате внутренних столкновений между фракциями в движении «Талибан» с марта было убито более 90 боевиков, что стало помехой мирным переговорам.
Окончательно, мирные переговоры потерпели крах после того, как 8 июня 2014 года 10 боевиков «Техрик-е Талибан Пакистан» и Исламского движения Узбекистана совершили атаку на аэропорт Джинна в Карачи. Боевиками были убиты 26 человек и сотрудников службы безопасности, ответным огнём военных уничтожены 10 нападавших, а в общей сложности было ранено по меньшей мере 18 человек. 10 июня боевики предприняли повторную попытку захватить аэропорт, но полицейским и спецназу удалось отразить нападение и взять ситуацию под контроль. После этого, один чиновник из службы безопасности сказал, что «армия готова к операции. Теперь все зависит от правительства, чтобы принять решение». Вооружённые силы начали наносить серии авиаударов по базам боевиков в районах проживания племён вдоль границы с Афганистаном, в результате чего, 10 июня было уничтожено 25 местных и иностранных боевиков. Беспилотники США нанесли удары по автомобилю с боевиками и их укрытию у Мираншаха, в результате чего убиты 16 предполагаемых боевиков. Через несколько часов, беспилотник нанёс второй удар в том же районе, уничтожив ещё 10 человек. 12 июня два беспилотника уничтожили узбекских, афганских и некоторых местных боевиков. 15 июня военные активизировали удары с воздуха в Северном Вазиристане, уничтожив до 150 боевиков, большинство из которых были узбеками, в том числе связанными с нападением на аэропорта под руководством Абу Абдур Рехман Алмани. Усиленные авиаудары были продолжением военной операции против боевиков, ведущейся в течение нескольких месяцев.

## Подготовка
Пакистанские военные готовились в проведению операции, в то время как правительство разрабатывало план по устранению последствий войны на трёх фронтах, включавший разбивку групп боевиков на отдельные цели, получение поддержки от политических партий и спасение гражданских и местных жителей.
Министр обороны Пакистана Хаваджа Мухаммад Асиф сказал, что нация стоит за свою армию, а решение о проведении операции «было принято после того, как стратегия диалога не удалась. Операция будет продолжаться до тех пор, пока не достигнет своего логического завершения. Любая группа, которая бросает вызов конституции Пакистана, нападает на гражданских лиц, солдат и государственные объекты и использует пакистанскую территорию для планирования терактов будет нашей целью». Он добавил, что «мы будем стремиться к тому, что перемещенные не должны оставаться в стороне от их домов слишком долго».
Войска окружили базы боевиков в городах Мир-Али и Мираншах. Афганским силам безопасности было предложено закрыть границу со своей стороны. К операции привлекли авиацию, артиллерию, танки и наземные войска. Официальный представитель армии Пакистана Асим Баджва сказал, что «вооруженные силы Пакистана начали комплексную операцию против иностранных и местных террористов, скрывающихся в святилищах в Северном Вазиристане», отметив, что от 14 до 20 тысяч солдат были размещены в Северном Вазиристане до операции, а само наступление потребует не более 30 тысяч солдат, и сообщив, что «нашим вооруженным силам было дано задание любыми средствами уничтожить террористов и их убежища».

## Хроника

### 15 июня
Военные усилили воздушные удары в Северном Вазиристане, и уничтожили восемь укрытий боевиков и склад боеприпасов в Деган-Бойе и Датта-Хеле. Были подтвержденные сведения о присутствии иностранных и местных повстанцев в этих укрытиях, связанных с планированием нападения на аэропорт. Как сообщается, были убиты до 140 боевиков, в основном узбеков, в том числе их командир и вдохновитель нападения на аэропорт Абу Абдур Рехман Алмани.
Агентство Северного Вазиристана начали развёртывание войск на границе с соседними агентствами и регионами зон племён с целью блокировать любые передвижения боевиков. В результате, военные окружили все базы боевиков, в том числе в городе Мирали и Мираншахе. Администрация и агентство по ликвидации последствий стихийных бедствий обеспечили логистику, создали лагери для перемещённых лиц и пункты для тех боевиков, которые решили бросить насилие и сложить оружие. Была начата авиа разведка местности. Афганским силам безопасности было предложено инициировать срочные меры по ликвидации боевиков и их укрытиях в провинции Кунар, Нуристан и других районах Афганистана.

### 16 июня
Ранним утром 33 боевика были уничтожены огнём двух реактивных истребителей в Шавале, где не было гражданского населения.
В результате взрыва самодельного взрывного устройства на пути следования военного конвоя у афганской границы в округе Гулам-Хан погибли шесть солдат, а трое были ранены. Конвой сил безопасности был направлен на дорогу Бэйн-Дар, где они оцепили район и начали поисковую операцию. У Мираншаха снайперским огнём были уничтожены 3 боевика. В ходе перестрелки у Мир-Али были убиты 7 боевиков а 3 солдата получили ранения. В отдельной перестрелки были убиты ещё 7 боевиков. Погибли 2 солдата.

### 17 июня
В результате авиаударов по 6 укрытиям в Хасокхеле у Мир-Али были уничтожены 25 иностранных и местных боевиков. Три предполагаемых боевика были убиты в Мираншахе, в результате чего общее уничтоженных террористов достигло 215 человек. Один солдат был ранен в перестрелке. Операции в населённых пунктах не начинались до тех пор, пока не были установлены кордоны, а все гражданские лица благополучно эвакуированы после их детальной проверки. В первые три дня операции от боевиков было очищено более 40 % площади Северного Вазиристана.

### 18 июня
В результате удара 6 ракетами с беспилотника ВВС США по дому и автомобилю в Мираншахе на границе с Афганистаном было убито 6 боевиков.

### 19 июня
Авиаударами боевых вертолётов были убиты 15 боевиков в горных высотах Зартатанги, служащими одним из основных коммуникационных центров повстанцев к востоку от Мираншаха. Снайперским огнём были уничтожены 8 узбекских боевиков во время установления ими самодельных взрывных устройств на дороге между Мираншахом и Мир-Али. Была начата эвакуация гражданского населения от Мираншаха до Гулам-Хана. Контрольно-пропускные пункты с поддержкой продуктами питания и медицинской помощью были установлены в различных местах. До 400 афганских семей покинули Северный Вазиристан и ушли в Афганистан через пограничную деревню Гулам-Хан, где им была предоставлена вся необходимая помощь.

### 20 июня
Авиаударами боевых вертолётов в области Кутаб-Хель на окраине Мираншаха были уничтожены три укрытия боевиков. Убиты 12 боевиков, включая иностранцев. Уничтожен склад оружия и боеприпасов. Были сорваны 6 попыток бегства из оцепленных армией районов. 3 местных жителя были арестованы при попытке бегства. Ещё 24 подозреваемых были арестованы в различных контрольных пунктах в Мир-Али и Мираншахе. Эвакуированы были 200 тысяч человек.

### 21 июня
В общей сложности были убиты 30 боевиков в результате целевых авиаударов в необитаемом районе Хайбер в Северном Вазиристане. Самолёт Jet уничтожил два укрытия у афганской границы, убив 10 боевиков. 3 укрытия были уничтожены в Хассу-Кхеле, погибло 20 боевиков.

### 22 июня
Количество бежавших в Банну составило 300 тысяч человек, из которых более 100 тысяч — дети, многие из которых не прошли вакцинацию против инфекционных заболеваний, таких как полиомиелит.

### 23 июня
Вокруг Мир-Али ударами реактивных истребителей уничтожено 8 укрытий, убито 15 боевиков. Были замечены туннели. 10 боевиков были убиты при попытке покинуть базы в Спинваме и Мир-Али. 2 солдата были убиты в перестрелке. Комендантский час был смягчён в течение двух часов, чтобы облегчить эвакуацию оставшихся местных жителей. В Банну был установлен полевой медицинский госпиталь Военно-медицинского корпуса для оказания медицинской помощи премещённым лицам. Как сообщил представитель вооружённых сил «23 июня — последний день, когда население может покинуть Зону племён. После этого будет введён комендантский час и завершена подготовка к наземному наступлению». На тот момент количество эвакуированных составило около 430 тысяч человек.

### 24 июня
27 боевиков были убиты реактивными ударами в Мир-Али. 11 укрытий и огромный тайник с оружием и боеприпасами были уничтожены. 20 боевиков были убиты в результате утренних авиаударов по террористическим укрытиям в Хайбере. 12 укрытий уничтожено. В Спинваме во второй половине дня автомобиль попытался приблизиться к проверочному посту, но солдаты начали стрелять и машина взорвалась не доехав 100 метров. В результате обрушения крыши здания из-за взрыва погибло 2 солдат и 1 гражданский. Число гражданских лиц, покинувших Северный Вазиристан составило 414 429 человек.
В результате стрельбы, открытой боевикам по авиалайнеру компании «Pakistan International Airlines» со 178 пассажирами на борту, следовавшего из Эр-Рияда в Саудовской Аравии и приземлявшегося в аэропорту города Пешавар, была убита женщина-пассажирка и ранены двое членов экипажа. Самолёт благополучно приземлился, и на его борт для выяснения обстоятельств и причин происшедшего поднялись сотрудники правоохранительных органов. После этого, в том или ином виде рейсы в Пакистан приостановили авиакомпании «Emirates Airline», «Etihad Airways», «Cathay Pacific», «Qatar Airways».

## Реакция
16 июня движение Талибан пригрозило властям ответными атаками и терактами, потребовав от «всех иностранных инвесторов, авиакомпаний, международных организаций немедленно покинуть страну».
Представитель вооружённых сил Асим Баджва сообщил, что лидеры местных племён городов Дата-Кел, Мираншах и Мир-Али — трёх крупнейших в Северном Вазиристане — поддержали действия военных, заявив, что не позволят боевикам вернуться на эти земли.